# Odile Françoise de Claerhout
Odile Françoise de Claerhout (en España, Francisca de Clarut) (-Madrid, 20 de noviembre de 1622) fue una noble flamenca, conocida por su matrimonio con Baltasar de Zúñiga, primer valido de Felipe IV.

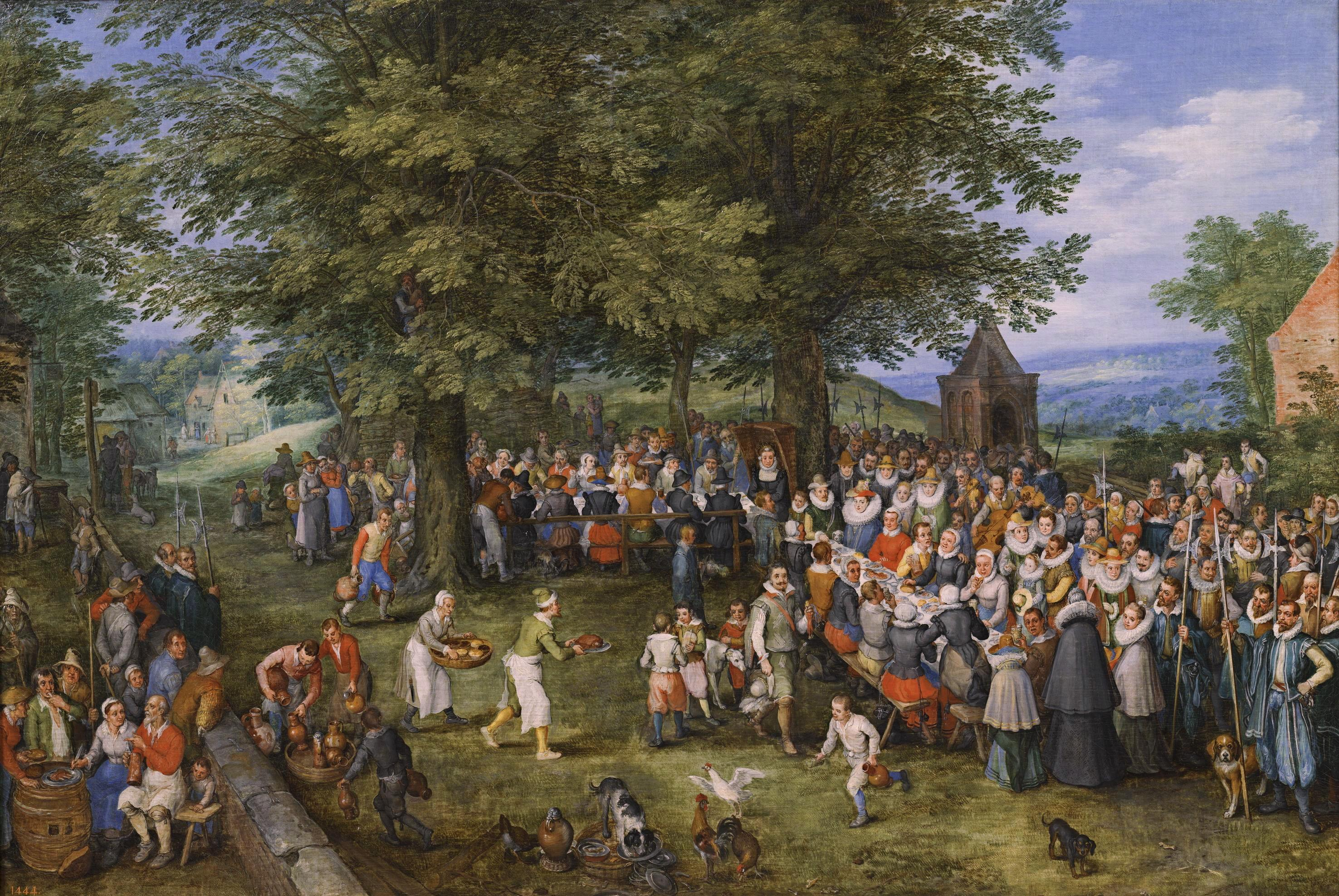
Un banquete bodas en Flandes presidido por los archiduques Alberto e Isabel Clara Eugenia, acompañados de su corte entre la que se sirvió como dama Odile. (óleo de 1612-1613)

## Biografía
Era hija de Lamoral de Claerhout, barón de Maldeghem y Françoise de Ongnies. Su padre y su madre pertenecía a la pequeña nobleza flamenca aunque contaban con una gran fortuna. Odile tendría, al menos, una hermana mayor: Anne, que contrajo matrimonio con Jacques de Noyelles, conde de Croix y chef des finances de la corte de los Países Bajos.
En su juventud sirvió como dama al servicio de la infanta Isabel Clara Eugenia que junto con su marido el archiduque Alberto eran soberanos de los Países Bajos. Sería por su servicio en esta corte por lo que se concertaría su matrimonio. El futuro marido era Baltasar de Zúñiga y Velasco, embajador de Felipe III de España (hermano de Isabel Clara Eugenia) ante el emperador Rodolfo II en Praga (este soberano moriría en 1612). Baltasar había desempeñado el cargo de embajador en la corte de Isabel Clara Eugenia y Alberto desde 1599 hasta 1603. Contrajeron matrimonio a finales de 1612.El nuevo matrimonio se instalaría en Viena, donde el nuevo emperador Matías había movido su corte desde Praga.
De su matrimonio con Baltasar de Zúñiga, nacerían seis hijos:
- Inés (1614-¿?)
- Isabel de Zúñiga y Claerhout, I marquesa de Tarazona (c. 1616-c. 1648), casada con Fernando Antonio de Ayala y Ulloa, III conde de Ayala.
- Jerónimo (1618-1619), enterrado en el convento de Santo Tomás de Madrid.
- Margarita (¿1619?-1627)
- Mariana (1620-1630)
- Gaspar Felipe (18 de diciembre de 1621[7]-1625) que nació en el Alcázar de Madrid. Fue ahijado del rey, quien lo protegió. A pesar de su corta edad sucedió a su padre como comendador mayor de León en la orden de Santiago.[1][8]

El matrimonio y su familia volvería a Madrid en 1617, al haber sido su marido nombrado miembro de los consejos de Estado y de Guerra. Su marido sería nombrado en 1619 ayo del príncipe Felipe, futuro Felipe IV. Tras la accesión de este último al trono en 1621, Baltasar pasaría a ser una suerte de valido Felipe IV.
Su marido fallecería en el Alcázar de Madrid en octubre de 1622, estando Odile a su cabecera y embarazada de una hija que nacería muerta. Felipe IV escribió a Odile para pedirle que continuara habitando en el mismo lugar del Alcázar. Su abuela fallecería en noviembre de 1623 de un ataque de apoplejía.
Murió en ese lugar el mes siguiente de su marido, el 20 de noviembre de 1622.Fue enterrada junto a su marido en la sala capitular de la Cartuja del Paular. Finalmente, en 1657, serían trasladados por su sobrino el conde de Monterrey al convento de la Purísima de Salamanca.